# ブレイ (ダンジョンズ&ドラゴンズ)
ブレイ(Bulette)は、テーブルトークRPG『ダンジョンズ&ドラゴンズ』（D&D）に登場する、ランドシャーク(陸鮫)の異名を持つ架空の魔獣である。その異名の通り、ブレイはあらゆる生物に地中から襲いかかる硬い鱗を持った巨獣として恐れられている。

## 掲載の経緯

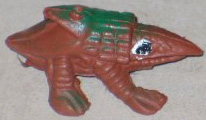
プレイの元ネタとなったプラスチック人形

ブレイはオウルベア、ラスト・モンスターなどと同じく、ゲイリー・ガイギャックスが自作のミニチュアゲーム、『チェインメイル』の駒として購入した香港製のプラスチック人形から着想を得たキャラクターである。
ブレイが初めて登場したのは、『ドラゴン』創刊号(1976年6月)の“CREATURE FEATURES”欄で、そこには「つい最近まで絶滅しているかと思われていたこの来訪者は、アルマジロとカミツキガメの合いの子みたいだ」と紹介されている。

### AD&D 第1版(1977-1988)
アドバンスト・ダンジョンズ&ドラゴンズ（AD&D）第1版では『Monster Manual』(1977、未訳)にて、「狂った魔道士がデーモンの霊液でアルマジロとカミツキガメを交配させた実験結果」と紹介された。また、『ドラゴン』74号(1983年6月)には“ブレイの生態”特集が組まれた。

### AD&D 第2版(1989-1999)
AD&D 第2版では『Monstrous Compendium Volume 2』(1989、未訳)に登場し、『Monstrous Manual』(1993、未訳)に再掲載された。

また、『ダンジョン』37号(1992年9月)掲載の冒険シナリオ“The White Boar of Kilfay”にブレイ・ミューテーション(bulette-mutation)が登場した。

### D&D 第3版(2000-2002)、D&D 第3.5版(2003-2007)
D&D第3版では『モンスターマニュアル』(2000)に登場し、3.5版でも改訂版『モンスターマニュアル』(2005)に登場した。
第3版『Manual of the Planes』(2001、邦題『次元界の書』)では、秩序の次元界に棲息するより完全な造形をしたアキシオマティック・クリーチャー(Axiomatic Creature)の一例として、“パーフェクト・ランドシャーク”こと、アキシオマティック・ブレイ(Axiomatic Bullete)が登場した。
D&Dでの和風世界、オリエンタル・アドベンチャーの特集を組んだ『ドラゴン』289号(2001年11月)には、ジェームズ・ジェイコブスよる“Thunder and Fire -The World of the Kaiju-”が掲載され、巨大モンスター、カイジュウ(Kaiju)の一例として、“カイジュウ・ブレイ”ガレショナ(“Kaiju Bullete”Gareshona)が紹介された。
エベロン世界のサプリメント、『Five Nations』(2005、邦題『五つ国：ファイブ・ネイションズ』)では、長年アンデッドを捕食し、屍毒の感染者と化したカルナシ・ブレイ(Karrnathi Bulette)が登場した。

### D&D 第4版(2008-)
D&D第4版では、『モンスター・マニュアル』(2008)で、通常のプレイに加えて、ダイア・ブレイ(大ブレイ)が登場している。
また、エッセンシャルズのモンスター集、『Monster Vault』(2010、未訳)では、上記2種らに加え、ヤング・ブレイ(若いブレイ)が登場している。

### D&D 第5版(2014-)
D&D第5版では、『モンスター・マニュアル』(2014)に登場している。

## D&D以外のテーブルトークRPG

### パスファインダーRPG
D&D3.5版のシステムを継承するパスファインダーRPGにてブレイは『ベスティアリィ』(2009)に登場している。モンスターの詳細を記したサプリメント、『Dungeon Denizens Revisited』(2009、未訳)にはプレイも掲載されている。

### 13th Age
D&D第4版デザイナー、ロブ・ハインソーとジョナサン・トゥイートによるd20システム使用のファンタジーRPG、13th Ageにてブレイは『The 13th Age Bestiary』(2014、未訳)に登場している。

## ダンジョンズ&ドラゴンズ ミニチュアゲーム
ダンジョンズ&ドラゴンズ ミニチュアゲームでは2004年6月発売の“Giants of Legend”セットに含まれている。

## 肉体的特徴
平均的なブレイの体長は15フィート(約4.5m)、体高は9フィート(約2.7m)、餌が十分にある環境で育ったブレイは20フィート(約6m)、体高は12フィート(約3.6m)ほどに成育する。
ブレイの外見は版ごとに変化している。
AD&D第1版はモデルとなったプラスチック人形そのままの姿をしている。第2版になるとアルマジロとカミツキガメの合いの子という設定が強調され、甲羅の代わりに鱗甲板で覆われた亀のような姿となり、背中にはランドシャークの異名のままに巨大な背びれがついている。第3版以降はトリケラトプスのように、後頭部から首を覆うフリル状の甲殻が頭部を覆っている。以下の説明はこの第3版以降の姿であるが、体色の説明は唯一説明がある第2版の表記を参照している。
ブレイはアルマジロのように全身を青灰色から青緑色をした硬い鱗甲板に覆われた四つ足動物である。頭部は巨大な弾丸のような形状をしており、上あごから上部は後頭部から首までを覆うフリル状の甲殻となっている。鱗甲板の間にある地肌は青みがかかった茶色である。その口は大きく、ランドシャークと呼ぶに相応しい鋭利な歯が並んでいる。背中にもサメのような硬質のヒレがあり、地面に潜っている時もヒレを立たせ露出させている。このヒレは60フィート範囲で地上の動く者を振動で探知することができる。四肢は太く、その強靱な腱は恐るべき運動能力を可能にしている。四肢の先には、地面を掘り進むのに適した鋭い爪がある。もちろん、爪は攻撃の際にも用いる。歯と爪の色は濁った象牙色。暗褐色をした縁に囲まれた眼球は黄色がかっており、瞳の色は青緑色をしている。ブレイの目は暗視能力がある。また、嗅覚も鋭い。

## 生態
ブレイは底なしの食欲を持った捕食獣として、棲み家である丘陵地ではモンスターを含め、あらゆる者から警戒されている。地表近くの地面を高速で掘り進み、地上の獲物に地中から飛びかかる様や、時に硬い背ヒレを地上に立てて大地を切り裂く姿からランドシャークの異名がある。
性格は怒りっぽく、残忍で恐れ知らずだが、知性は大してない。動物的本能のままに生きるブレイの属性は“真なる中立”である。
ブレイは地中の巣穴や洞窟に棲息しているが、決まった場所に留まることはなく地上に暮らす者もいる。彼らの縄張りは最大30平方マイル(約77.7平方km)にも及び、縄張りを荒らす者は自分より大型の者であろうとも見境なく襲うので、他の捕食獣もブレイの縄張りは避ける。ブレイは１日を縄張りを廻っているか、地中にヒレだけを出して休息をしているかして、獲物を捕らえることに費やす。孤独を好む性質であるブレイは繁殖の時を除いて、ほとんどを単独で過ごす。
ブレイの胃袋は6つあり、その強力な胃酸はあらゆる生物から装備品、貴金属、果ては魔法のアイテムまで何でも消化してしまう。ブレイは縄張りにあるものすべてを貪り喰らうが、エルフの肉だけは決して食べようとしない。これはブレイの創造にエルフの秘術が関係しているからという説がある。ドワーフもブレイの好みでない。逆にハーフリングは大好物である。

縄張りにあるものを食べ尽くしてしまったら、ブレイは食べ物の多そうな場所へと移住する。しばしば人間の居住地を襲うこともあり、恐れられている。
繁殖の時のみはブレイはつがいで活動する。ブレイの寿命は20年ほどだが、最後の2～3年ほどになると生殖本能が生じ、縄張りを遠く離れてつがいを探し出すようになる。彼らは5ヶ月ほどで1匹の仔を産む。ブレイの幼体もまた、産まれてすぐに両親とともに狩りを始める。幼体の鱗甲板や爪は成体のそれに比べて柔らかいが、それでも十分狩りの役に立つ。彼らは一年ほどで成育し、その後は親元を離れ、他の個体がいない場所を探し1匹で活動する。一組のつがいは生涯に6匹ほどの幼体を産む。
戦闘では前述の通り、ブレイは地中から大量の土をかき分けて、地上から飛びかかる攻撃を好む。空中に躍り出たブレイは四肢の爪で4回の連続攻撃を繰り出す。その後は丈夫な顎で相手をかみ砕き捕食しようとする。ブレイ本体はもとより、大量に巻き上げられた土や石もまた危険をもたらす。地面を掘り進んで捕食対象の足下を揺らし転倒させることも行う。もちろん、ブレイが掘り進んだり、飛び出したりした場所は荒らされた土砂と穴ボコによって移動を困難にする。
ブレイが背ビレを上げている時、その裏側の皮膚が露出している箇所が急所だとされているが、ほとんどの者はそんな危険を冒すよりはブレイを避ける方を選ぶ。
ブレイの鱗甲板を鎧にしようという試みはドワーフたちによって行われており、あるドワーフの部族はブレイの狩猟を目的とした長征を若者に命じている。1匹のブレイからは鎧2領、革鎧4着が製造できる。ブレイの鎧を作るのには専門技術を持った熟練職人が必要であり、大抵は良質もしくは高品質の鎧である。ブレイの鎧は65ポンドと、50ポンドの鉄板鎧に比べてやや重たいがより柔軟性があり耐久性に優れている。

また、ブレイの胃酸も錬金術の材料として取引されている。中にはブレイが掘り進んだ後に残った土にすら岩を溶かす不思議な特性があると主張している者もいるが、それらの市場価値はほとんど見いだされていない。

## マジック:ザ・ギャザリング
マジック:ザ・ギャザリングでD&D世界を扱った拡張セット、『フォーゴトン・レルム探訪』（2021年）にブレイは緑カードのクリーチャーとして登場している。

## ファイナルファンタジー
ファイナルファンタジーの一作目にバレッテという名前のモンスターとして登場している。